# Fort Saint Michael
Fort Saint Michael (malt. Forti San Mikiel) był to fort na fortyfikacjach od strony lądu miasta Senglea na Malcie. Został zbudowany w latach 1550., i odegrał znaczącą rolę podczas Wielkiego Oblężenia Malty w 1565 roku. Po oblężeniu został przebudowany na Saint Michael Cavalier (Nadszaniec św. Michała, malt. Kavallier ta' San Mikiel), przebudowę zakończono w roku 1581. Nadszaniec został częściowo zburzony w drugiej dekadzie XX wieku, lecz część jego podstawy wciąż istnieje.

## Budowa i historia
W roku 1551 Turcy osmańscy zaatakowali Maltę, a później opanowali Gozo. To popchnęło Wielkiego Mistrza Juana de Homedes do wzmocnienia systemu obrony wyspy. Potrzebowano zbudować dwa nowe forty: jeden na półwyspie Sciberras, a drugi na małym półwyspie, znanym wtedy jako Isola di San Michele, który leżał w Grand Harbour pomiędzy Dockyard Creek a French Creek.
Pierwszy kamień pod nowy fort na l'Isola położył de Homedes osobiście 8 maja 1552 roku. Fort został zbudowany według projektu inżyniera wojskowego Pedra Pardo d’Andrera. Drugi fort, ulokowany na półwyspie Sciberras, nazwany został Fort Saint Elmo.
W czasie przygotowań Zakonu do przewidywanego ataku tureckiego, fort został rozbudowany, przez Wielkiego Mistrza Claude de la Sengle, w ufortyfikowane miasto nazwane Senglea. Oblężenie nastąpiło w roku 1565, i Saint Michael był jednym z trzech fortów broniących Wielkiego Portu siłami Zakonu, na równi z Fortem Saint Angelo i Fortem Saint Elmo. Ten ostatni upadł, lecz Fort Saint Michael oraz Fort Saint Angelo wytrzymały oblężenie. Fort Saint Michael został poważnie uszkodzony, jako że był sceną kilku poważnych bitew podczas oblężenia. Wytrzymał 10 szturmów osmańskich najeźdźców.
Po oblężeniu odbudowano fortyfikacje Senglei i przebudowa była kontynuowana do roku 1581. Fort Saint Michael został przekształcony w nadszaniec, składający się z wieży z wnętrzem w formie kazamat, posiadającej platformę tarasową z dziesięcioma strzelnicami.

## Zniszczenie

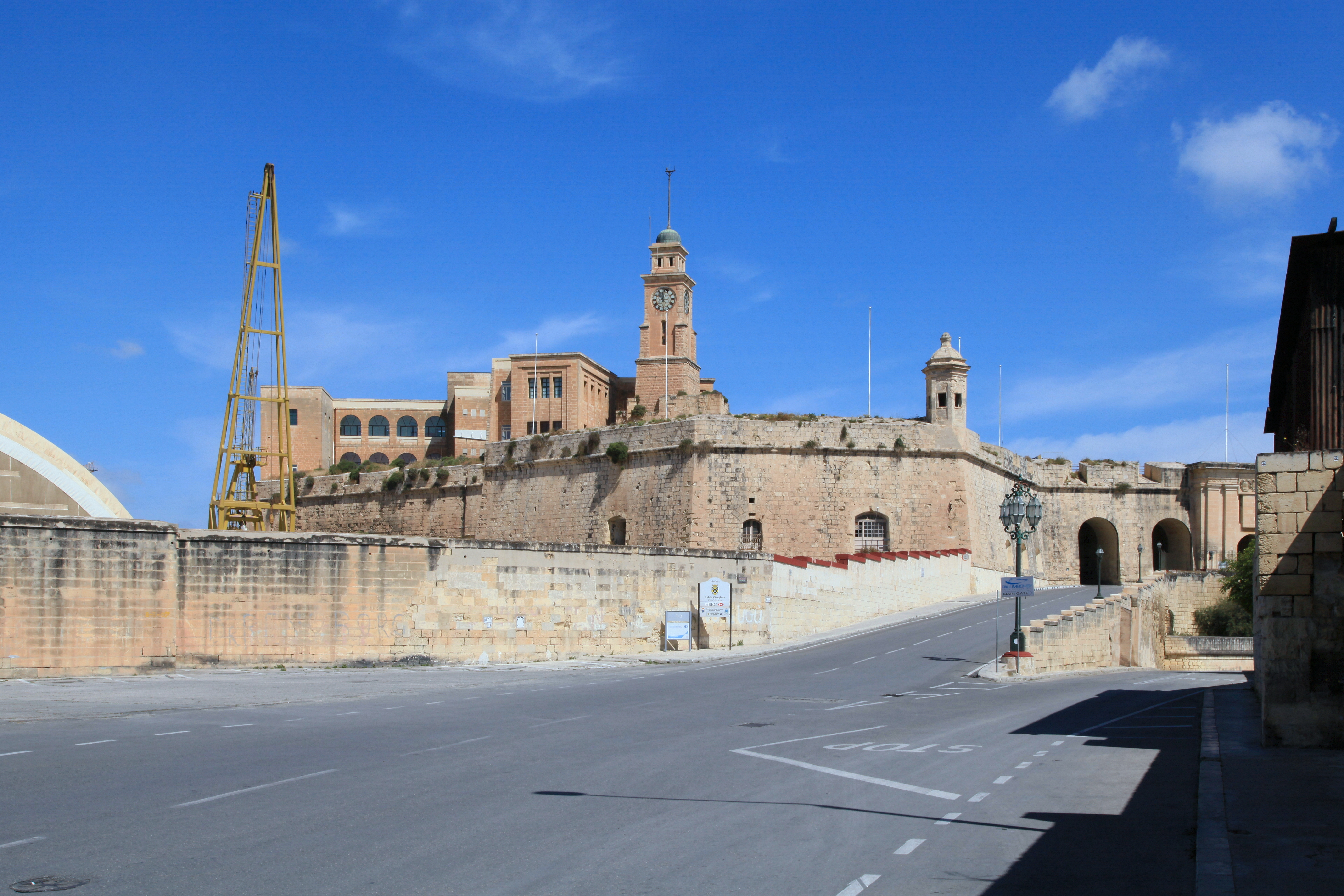
Fortyfikacje lądowe Senglei dzisiaj. Fort St. Michael zbudowany był w miejscu, gdzie teraz znajduje się wieża zegarowa oraz szkoła.

W roku 1921 Saint Michael Cavalier został w olbrzymiej części rozebrany, aby zrobić miejsce dla szkoły. Mała część dolnej sekcji budowli przetrwała i została użyta jako podstawa wieży zegarowej.
Dzisiaj, bastion na Senglea Point, znany jako „the Spur”, jest często mylnie określany jako Fort Saint Michael, chociaż fort był w rzeczywistości umiejscowiony po przeciwnej stronie miasta.